# Физическое моделирование

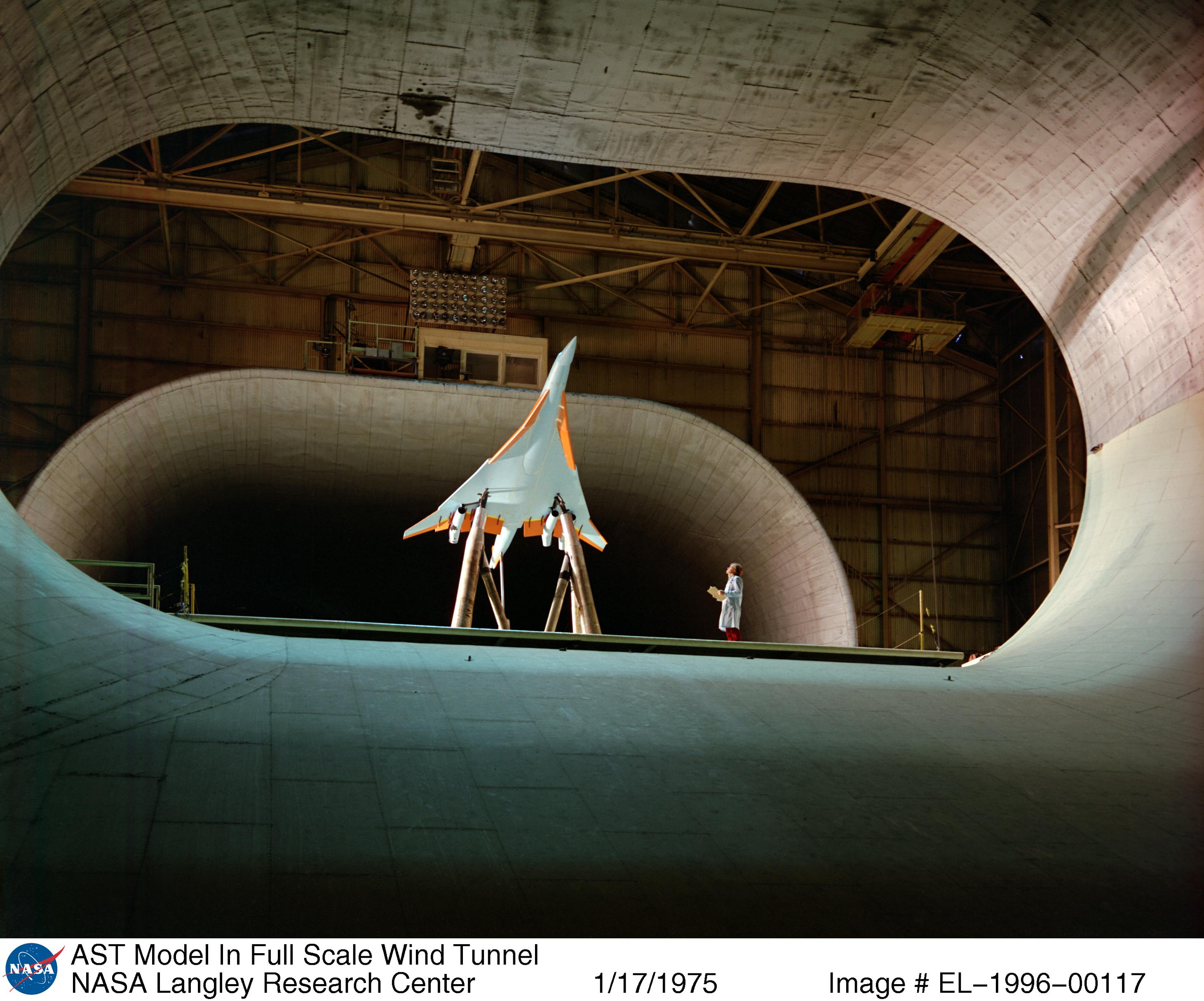
Моделирование аэродинамики самолёта в аэродинамической трубе

Физи́ческое модели́рование — метод экспериментального изучения различных физических объектов или явлений, основанный на использовании модели, имеющей ту же физическую природу, что и изучаемый объект.
Метод заключается в создании лабораторной физической модели явления в уменьшенных масштабах и проведении экспериментов на этой модели. Выводы и данные, полученные в этих экспериментах, распространяются затем на явление в реальных масштабах.
Метод применяется при следующих условиях:
- Исчерпывающе точного математического описания явления на данном уровне развития науки не существует, или такое описание слишком громоздко и требует для расчётов большого объёма исходных данных, получение которых затруднительно.
- Воспроизведение исследуемого физического явления в целях эксперимента в реальных масштабах невозможно, нежелательно или слишком затратно (например, цунами).

Метод может дать надёжные результаты, лишь в случае соблюдения геометрического и физического подобия реального явления и модели.
В широком смысле, любой лабораторный физический эксперимент является моделированием, поскольку в эксперименте наблюдается конкретный случай явления в частных условиях, а требуется получить общие закономерности для всего класса подобных явлений в широком диапазоне условий. Искусство экспериментатора заключается в достижении физического подобия между явлением, наблюдаемым в лабораторных условиях и всем классом изучаемых явлений.

## Геометрическое подобие
Геометрическое подобие модели и натурного объекта можно выразить через константу подобия {\displaystyle k_{l}} линейных размеров: {\displaystyle k_{l}={\frac {l_{n}}{l_{m}}}}, где {\displaystyle l_{n},l_{m}} - линейные размеры натурного объекта и модели.

## Физическое подобие
Физическое подобие заключается в том, что в физической модели и натурном объекте протекают процессы одинаковой физической природы таким образом, что поля физических величин и их свойства на границах систем подобны. Физическое подобие достигается за счёт равенства для модели и реального явления значений критериев подобия — безразмерных чисел, зависящих от физических (в том числе геометрических) параметров, характеризующих явление. Экспериментальные данные, полученные методом физического моделирования распространяются на реальное явление также с учётом критериев подобия.

## Примеры
Некоторые примеры применения метода физического моделирования:
- Исследование течений газов и обтекания летательных аппаратов, автомобилей, и тому подобное в аэродинамических трубах.
- Гидродинамические исследования на уменьшенных моделях кораблей, гидротехнических сооружений и тому подобное.
- Исследование сейсмоустойчивости зданий и сооружений на макетах.
- Изучение устойчивости сложных конструкций, под воздействием сложных силовых нагрузок.
- Измерение тепловых потоков и рассеивания тепла в устройствах и системах, работающих в условиях больших тепловых нагрузок.
- Изучение стихийных явлений и их последствий.